# Mossebo distrikt
Mossebo distrikt är ett distrikt i Tranemo kommun och Västra Götalands län. 
Distriktet ligger sydost om Tranemo. 

## Tidigare administrativ tillhörighet
Distriktet inrättades 2016 och utgörs av socknen Mossebo i Tranemo kommun.
Området motsvarar den omfattning Mossebo församling hade vid årsskiftet 1999/2000.